# (9420) Dewar
(9420) Dewar es un asteroide perteneciente al cinturón de asteroides, descubierto el 14 de diciembre de 1995 por el equipo del Spacewatch desde el Observatorio Nacional de Kitt Peak, Arizona, Estados Unidos.

## Designación y nombre
Designado provisionalmente como 1995 XP4. Fue nombrado  por James Dewar (1842-1923), químico y físico escocés, estudió las reacciones químicas a baja temperatura (criogénica) y en 1872 inventó el matraz de doble pared con aislamiento al vacío y un captador de criobombeo, que hoy utilizan los astrónomos para refrigerar detectores electrónicos.

## Características orbitales
Dewar está situado a una distancia media del Sol de 2,270 ua, pudiendo alejarse hasta 2,474 ua y acercarse hasta 2,066 ua. Su excentricidad es 0,090 y la inclinación orbital 4,783 grados. Emplea 1249,41 días en completar una órbita alrededor del Sol.
Pertenece a la familia de asteroides de (2076) Levin.

## Características físicas
La magnitud absoluta de Dewar es 14,43. Tiene 3,243 km de diámetro y su albedo se estima en 0,292. 